# Mierzawa (gromada)
Mierzawa – dawna gromada, czyli najmniejsza jednostka podziału terytorialnego Polskiej Rzeczypospolitej Ludowej w latach 1954–1972.
Gromady, z gromadzkimi radami narodowymi (GRN) jako organami władzy najniższego stopnia na wsi, funkcjonowały od reformy reorganizującej administrację wiejską przeprowadzonej jesienią 1954 do momentu ich zniesienia z dniem 1 stycznia 1973, tym samym wypierając organizację gminną w latach 1954–1972.
Gromadę Mierzawa z siedzibą GRN w Mierzawie utworzono – jako jedną z 8759 gromad na obszarze Polski – w powiecie jędrzejowskim w woj. kieleckim, na mocy uchwały nr 13b/54 WRN w Kielcach z dnia 29 września 1954. W skład jednostki weszły obszary dotychczasowych gromad Mierzawa, Przyłęczek i Klemencice oraz wieś Judasze z dotychczasowej gromady Pokrzywnica ze zniesionej gminy Wodzisław, a także kolonia Przyłęk Września z dotychczasowej gromady Przyłęk ze zniesionej gminy Nawarzyce w tymże powiecie. Dla gromady ustalono 12 członków gromadzkiej rady narodowej.
29 lutego 1956 z gromady Mierzawa wyłączono wieś Promyk włączając je do gromady Krzcięcice w tymże powiecie.
31 grudnia 1959 do gromady Mierzawa przyłączono wieś Jeziorki ze zniesionej gromady Zielonki oraz wieś Przyłęk ze zniesionej gromady Strzeszkowice.
1 stycznia 1969 do gromady Mierzawa przyłączono wsie Folga Pierwsza i Potok Mały oraz ze wsi Borów kolonię Borowiec z gromady Krzcięcice w tymże powiecie.
Gromada przetrwała do końca 1972 roku, czyli do kolejnej reformy gminnej.